# Nicolaes Berchem
Nicolaes (Claes) Pieterszoon Berchem (født 1. oktober 1620 i Haarlem, død 18. februar 1683 i Amsterdam) var en nederlansk maler og raderer. 
Efter den første undervisning under faderen, stillebensmaleren Pieter Claesz, udførte han en del arbejder med historisk staffage, der viser påvirkning af læreren Moyaert. I 1642 blev han medlem af Haarlems Gilde, i 1677 flyttede han til Amsterdam. En tid lang har han været i Italien (Rom), og her fandt han sit speciale: skønne landskaber med lysmættet luft og livfuld hyrdestaffage; han udførte så mange billeder af denne art, at de til sidst ofte blev ret skabelonmæssige. Han er repræsenteret i de fleste kunstmuseer, således i Københavns ved to udmærkede høstbilleder i Moltke’s Galleri i København, i Nivaagaards Malerisamling m. v. Hans kunst dannede skole, mange elever sluttede sig til ham, og hans arbejder gengaves i talrige stik. Han var en åndfuld raderer (ca. 60 blade, hvoraf gode prøver i Kobberstiksamlingen i København). 